# Anna Prohaska
Anna Prohaska (Neu-Ulm, 27 juin 1983) est une artiste lyrique autrichienne, soprano, habitant Berlin.

## Biographie
Née en 1983 à Neu-Ulm en Allemagne, elle est issue d'une longue lignée de musiciens : déjà, son arrière-grand père Karl Prohaska était compositeur et son grand-père, chef d'orchestre. Ses parents sont respectivement directeur d'opéra et chanteuse lyrique, son frère se produit comme ténor.
Après avoir baigné dans cette atmosphère musicale, poussée par le chef d'orchestre Eberhard Kloke, un ami de sa famille, Anna commence ses études vocales sous la direction de Brenda Mitchell et Norma Sharp au conservatoire de musique Hanns Eisler à Berlin ; elle reçoit le prix Hanns Eisler d'interprétation de musique contemporaine en 2005.

## Parcours artistique

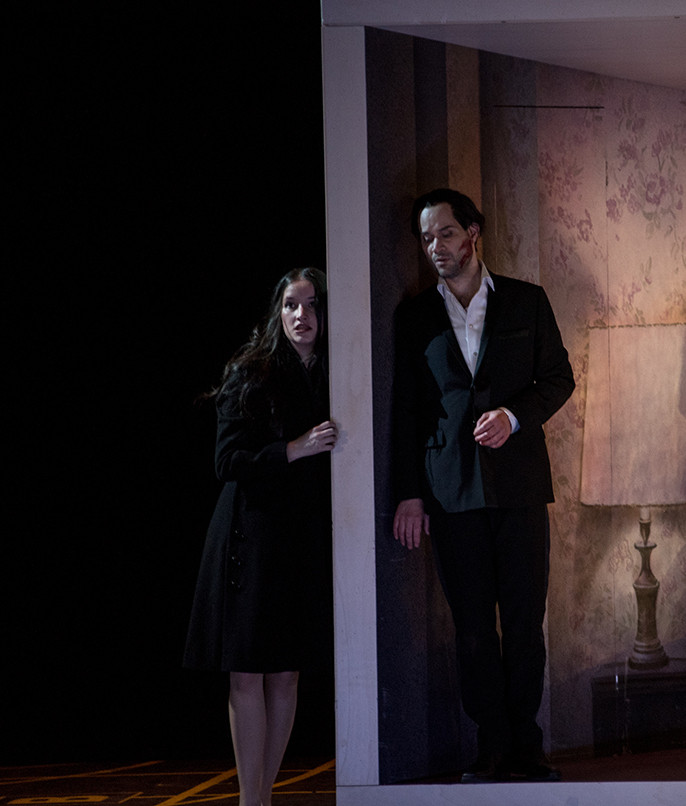
Orfeo ed Euridice, Staatsoper Unter den Linden, Berlin 2016
Chef d'orchestre : Daniel Barenboïm, directeur : Jürgen Flimm, scène : Gehry Partners, avec Anna Prohaska et Bejun Mehta

Elle fait ses débuts en 2002 dans l'opéra  Le Tour d'écrou de Benjamin Britten, à l'Opéra-Comique de Berlin, où elle interprète Flora. À partir de 2006, elle devient membre permanent du Deutsche Staatsoper de Berlin, et enchaine les rôles sous la direction des plus grands chefs, tels que Daniel Barenboim, Claudio Abbado, Daniel Harding : Blonde dans L'Enlèvement au sérail de Mozart, Poppea dans Agrippine de Haendel, Zerlina dans Don Giovanni à la Scala de Milan... mais on la retrouve aussi dans des œuvres plus contemporaines, comme Lulu d'Alan Berg, ou des lieder de Bernd Alois Zimmermann.  
En 2008, elle reçoit le Prix Daphné et en 2010, le Schneider-Schott Music Prize.  
Elle se produit comme chanteuse de lieder à Salzbourg, Vienne, Lucerne, puis dans toute l'Europe. 
Peu connue du public français, celui-ci la découvre dans un documentaire de 43 min diffusé sur Arte en 2013, Les airs merveilleux d'Anna Prohaska.
En France, elle a chanté à la salle Pleyel (Il rumore del tempo de Manzoni), au festival d'Aix-en-Provence (rôle de Morgana dans Alcina de Haendel), au Palais Garnier (L'Enlèvement au sérail de Mozart). 
En 2014, à l'occasion du centenaire de la Grande Guerre 1914-1918, elle chante un lied au Bundestag devant Angela Merkel et les parlementaires.   
En 2016, elle obtient le Berliner Kunstpreis (Prix artistique de Berlin) dans la catégorie « Arts de la Scène ».

## Tessiture
Sa tessiture et son agilité la classent dans la gamme des « sopranos lyriques ». Comme elle le dit elle-même (en 2013), elle n'est pas un soprano dramatique.
Certains observateurs ont souligné « l'apparente facilité » ou la « spontanéité » avec lesquelles elle chante. Sa voix, dans le registre grave, prend des tonalités un peu rauques bien adaptées à certaines pièces dramatiques, comme par exemple l'aria Ach ja, die Ketten und die Bande dans Trauermusik de Johan Ludwig Bach.

## Discographie
(non exhaustive)
En 2011, elle signe un accord d'exclusivité avec Deutsche Grammophon.
En 2012, elle reçoit un « Echo Klassic Award » pour son album intitulé Sirène : accompagnée par le pianiste Eric Schneider, elle y chante des lieder de Schubert, Gabriel Fauré, Gustav Mahler, Claude Debussy, Joseph Haydn… allant de la période de la Renaissance à l'époque moderne.
En 2013, un CD consacré à la musique baroque, Enchanted Forest avec entre autres le célèbre Lamento della ninfa de Monteverdi.
En juin 2014 elle consacre un CD complet à des lieder sur la guerre de 1914-1918 intitulé Behind the lines, qui trouve un écho favorable dans la presse,.